# Georg Völkl (Architekt)
Georg Völkl (* 19. Jahrhundert; † 20. Jahrhundert) war ein deutscher Architekt.
Völkl baute und erweiterte Ende des 19. und Anfang des 20. Jahrhunderts viele Häuser in München, die unter Denkmalschutz stehen. Er arbeitete unter August Exter an der Villenkolonie Pasing I und II mit.

## Villenkolonie Pasing I
In der Villenkolonie Pasing I, die als Ensemble mit der Denkmalnummer E-1-62-000-51 unter Denkmalschutz steht, baute Völkl die folgenden Häuser:
- August-Exter-Straße 8 (D-1-62-000-485), erbaut 1912.[3]
- August-Exter-Straße 10 (D-1-62-000-487), erbaut 1912.[4]
- August-Exter-Straße 21 (D-1-62-000-491). Diese Villa wurde 1898 von August Exter erbaut. Der Anbau der Schweifgiebellauben wurde 1902 von Völkl ergänzt.[5]
- Floßmannstraße 37 (D-1-62-000-1707) ist eine Doppelvillenhälfte. Es handelt sich um einen zweigeschossigen Mansardgiebeldachbau in Ecklage, mit geschwungenen Quergiebeln, Schmuckkaminen, halbrundem Anbau, Holzveranda und Wandreliefs. Er wurde 1894 von Josef Floßmann in historisierendem Stil erbaut. Die Erweiterung wurde 1909 von Völkl ergänzt.[6]
- Fritz-Reuter-Straße 2a (D-1-62-000-1924) ist eine Villa. Es handelt sich um einen eingeschossigen Satteldachbau mit Holzbalkon, im Heimatstil. Sie wurde 1893 von August Exter erbaut und 1897–1900 von Völkl umgebaut[7]
- Fritz-Reuter-Straße 10 (D-1-62-000-1928) wurde 1898 erbaut.[8]
- Fritz-Reuter-Straße 27 (D-1-62-000-1934) ist eine Villa. Sie wurde 1893 von August Exter erbaut und 1898 von Völkl erweitert.[9]
- Orthstraße 14; Orthstraße 16 (D-1-62-000-5052) ist ein Wohn- und Geschäftshaus. Es handelt sich um einen zweigeschossigen Satteldachbau in Ecklage mit schräg gestelltem Eckerker und Eckturm mit steilem Walmdach, im Heimatstil, erbaut 1893. Der Seitentrakt an der Floßmannstraße mit Skulptur, im Reformstil wurde 1914 von Bernhard Borst ergänzt.[10]
- Orthstraße 22 (D-1-62-000-5055) ist eine Doppelvillenhälfte. Es handelt sich um einen zweigeschossigen Walmdachbau mit Erdgeschosserker und Balkon, historisierend, erbaut 1897.[11]
- Orthstraße 24 (D-1-62-000-5056) ist eine Doppelvillenhälfte. Es handelt sich um einen zweigeschossigen Krüppelwalmdachbau mit zentralem Treppenhausrisalit und Balkon, historisierend, erbaut 1898.[12]
- Oselstraße 31 (D-1-62-000-5062) wurde 1906 erbaut.[13]
- Oselstraße 33 (D-1-62-000-5065) wurde 1908 erbaut.[14]
- Oselstraße 35 (D-1-62-000-5066) wurde 1912 erbaut.[15]

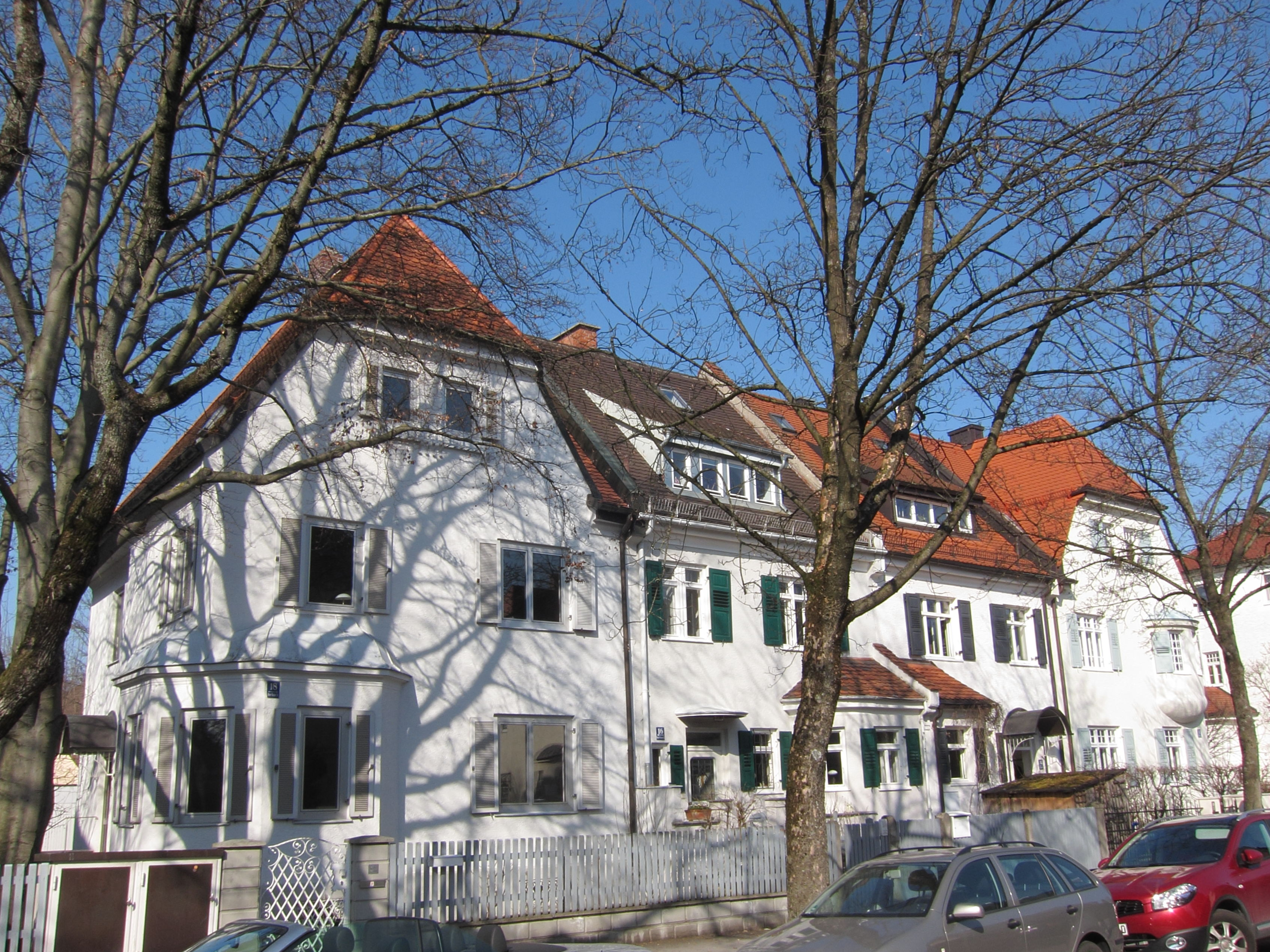
Reihenhäuser von 1908: Peter-Vischer-Straße 12/14/16/18

- Peter-Vischer-Straße 9 (D-1-62-000-5254) ist ein Reihenhaus. Es handelt sich um einen zweigeschossigen Krüppelwalmdachbau mit Fuß in Ecklage mit polygonalem Seitenerker und Zwerchhaus, erbaut 1909.[16]
- Peter-Vischer-Straße 12; Peter-Vischer-Straße 14; Peter-Vischer-Straße 16; Peter-Vischer-Straße 18 (D-1-62-000-5256) ist eine Reihenhausgruppe. Es handelt sich um zweigeschossige Krüppelwalm- und Satteldachbauten mit Erdgeschoss und Flacherker, im Reformstil, erbaut 1907.[17]
- Peter-Vischer-Straße 17 (D-1-62-000-5257) ist ein Reihenhaus. Es handelt sich um einen zweigeschossigen Krüppelwalmdachbau in Ecklage mit Zwerchhaus und halbrundem Eckerker, erbaut 1909.[18]
- Peter-Vischer-Straße 20 (D-1-62-000-5260) ist eine Villa. Es handelt sich um einen zweigeschossigen Satteldachbau mit Fußwalm, Erker und Zierfachwerkgiebel auf Balkenkopfkonsolen, im Reformstil, erbaut 1908.[19]
- Peter-Vischer-Straße 25 (D-1-62-000-5263) ist ein Wohnhaus. Es handelt sich um einen zweigeschossigen Satteldachbau mit steilem Giebel, Zwerchhaus, Balkonnische und Zierfachwerk, im Reformstil, erbaut 1911.[20]
- Peter-Vischer-Straße 27 (D-1-62-000-5264) ist ein Wohnhaus. Es handelt sich um einen zweigeschossigen Mansardgiebeldachbau in Ecklage mit Zwerchhaus, Terrassenerker und Holzverschalung, im Reformstil, erbaut von Walter Sartorius und Völkl, 1909.[21]

## Villenkolonie Neu-Pasing II
In der denkmalgeschützten Villenkolonie Pasing II, Ensemble E-1-62-000-50, steht die von Völkl 1899 in historisierendem Stil erbaute Villa Marschnerstraße 59 (D-1-62-000-4327). Es handelt sich um einen zweigeschossiger Mansardwalmdachbau mit Eckrisaliten, zentralem Erdgeschosserker, geschwungenem Zwerchhaus und Anbau, historisierend.

## Ehemaliger Ortskern Pasing

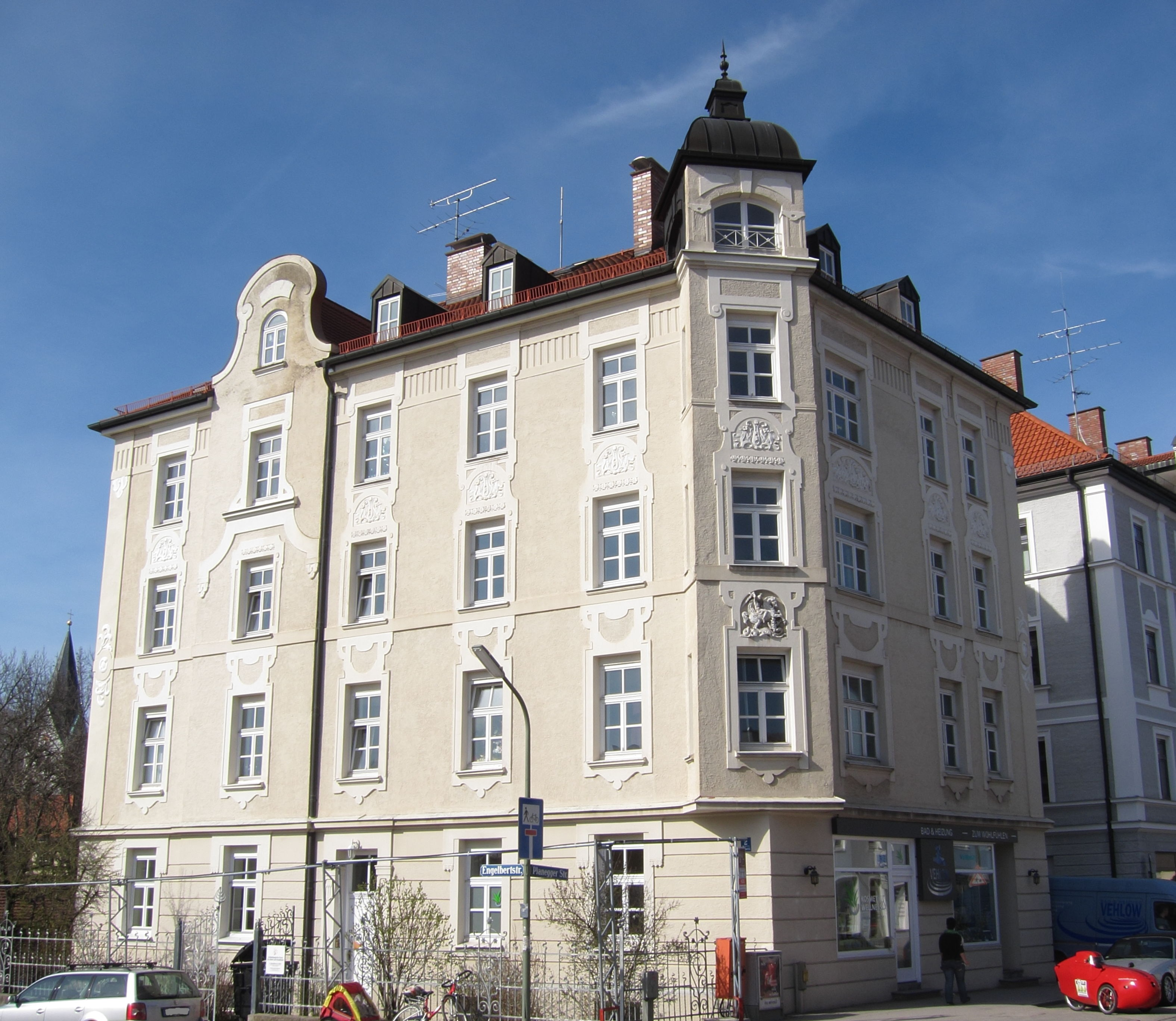
Engelbertstraße 2

Im denkmalgeschützten Ensemble ehemaliger Ortskern Pasing, Ensemble E-1-62-000-49, sind zwei denkmalgeschützte Mietshäuser von Völkl erhalten:
- Engelbertstraße 2 (D-1-62-000-1540) ist ein viergeschossiger Walmdachbau in Ecklage, mit Zwerchhausrisalit, Eckturmerker mit Zwiebeldach, Putzgliederung und Relief des hl. Georg. Es wurde in historisierendem Stil 1901 erbaut.[23]
- Planegger Straße 21 (D-1-62-000-5375) wurde 1902 erbaut.[24]

## Pasing, südlich des Bahnhofs München-Pasing
Drei weitere von Völkl erbaute, denkmalgeschützte Mietshäuser und eine Villa befinden sich in Pasing südlich des Bahnhofs München-Pasing:
- Hillernstraße 6 (D-1-62-000-2644) ist ein Mietshaus. Es handelt sich um einen viergeschossigen Satteldachbau, traufseitig, mit geschwungenem Zwerchhaus, Putzfassade mit Kolossallisenen, im vereinfachten Jugendstil, erbaut 1908–09.[25]
- Hillernstraße 10 (D-1-62-000-2645) ist ein Mietshaus. Es handelt sich um einen viergeschossigen Satteldachbau, traufseitig, mit zentralem Zwerchhaus, Dreiecksgiebel und Mittelerker, von Georg Völkl, erbaut 1908–09.[26]
- Hillernstraße 12 (D-1-62-000-2646) ist ein Mietshaus. Es handelt sich um einen viergeschossiger Walmdachbau mit Eckpavillon und Krüppelwalmdach, Balkonerkern und Stuck, im Reformstil, erbaut 1907–08.[27]
- Lichtingerstraße 8 (D-1-62-000-7979) ist eine Villa. Sie wurde 1905–06 erbaut.[28]

## Ensemble Nordschwabing
Einem weiteren von Völkl erbauten Mietshaus, Wilhelmstraße 27, im denkmalgeschützten Ensemble Nordschwabing, Ensemble E-1-62-000-42, droht der Abriss.

## Maxvorstadt
Ein weiteres von Völkl 1903 erbautes denkmalgeschütztes Haus steht in der Maxvorstadt, Tengstraße 6.